# Bernátka
Bernátka je přírodní památka u Rajnochovic, asi 300 metrů vpravo od místní komunikace vedoucí z Rajnochovic údolím Juhyně k rozcestí u hájovny Bernátka v okrese Kroměříž. Důvodem ochrany je smíšený les s hojným výskytem řeřišnice trojlisté (Cardamine trifolia). Přírodní památka Bernátka je součástí ptačí oblasti Hostýnské vrchy o celkové rozloze 5177 ha.